# Flexamia pictus
Flexamia pictus är en insektsart som beskrevs av Henry Fairfield Osborn 1907. Flexamia pictus ingår i släktet Flexamia och familjen dvärgstritar. Inga underarter finns listade i Catalogue of Life.